# La Roche-en-Ardenne
La Roche-en-Ardenne (valonsky Li Rotche) je frankofonní město v Belgii. Nachází se v provincii Lucemburk ve Valonském regionu a protéká jím řeka Ourthe.
Obec La Roche-en-Ardenne se skládá z 6 bývalých obcí, mezi které kromě vlastní La Roche-en-Ardenne patří Beausaint, Halleux, Hives, Ortho a Samrée.
Obec má celkem 4249 obyvatel (1. leden 2015) a rozkládá se na ploše 147,52 km², z toho 58 % tvoří lesy a 34 % připadá na zemědělské plochy. Nejvyšší bod obce leží v nadmořské výšce 652 m.
La Roche-en-Ardene je jedním z oblíbených turistických cílů v Ardenách. Nachází se zde zřícenina středověkého hradu a v okolí je možné provozovat pěší turistiku a jízdu na kajaku a na horském kole. Mezi další ekonomické aktivity města patří zejména zemědělství.

## Historie
Území bylo pravděpodobně osídleno již v neolitu.
V dobách Belgů vzniklo na místě dnešního hradu oppidum a v době nadvlády Římanů byla na tomto místě postavena malá pevnost.
V 5. století vpadli do oblasti Frankové a osídlili ji.
V 8. století Pipin z Herstalu upravil římskou pevnost na lovecký zámeček a v 9. století zde byl vybudován hrad, jehož ruiny se dochovaly dodnes.
La Roche-en-Ardenne byla součástí stejnojmenného hrabství, které zahrnovalo velkou část Arden.
Roku 1331 vydal lucemburský hrabě a český král Jan Lucemburský listinu, ve které přiznal La Roche-en-Ardenne právo užívat titul město a vybudovat opevnění.
Roku 1681 se města a jeho hradu zmocnil francouzský král Ludvík XIV. a za francouzské nadvlády byl hrad upraven a jeho opevnění zesíleno.
Během nadvlády rakouských Habsburků v 18. století začalo období úpadku.
Roku 1721 došlo k požáru hradu, který způsobil blesk.
Od té doby hrad chátral a roku 1780 byl opuštěn.
Města se příliš nedotkla první světová válka, zatímco za druhé světové války utrpělo značné škody.
V září 1944 bylo město osvobozeno spojenci, nicméně v prosinci téhož roku jej během bitvy v Ardenách opět dobyli Němci.
Spojenci město následně bombardovali, až jej v lednu 1945 znovu osvobodili, avšak velká část zástavby byla zničena a o život přišlo 114 civilistů.

## Externí odkazy

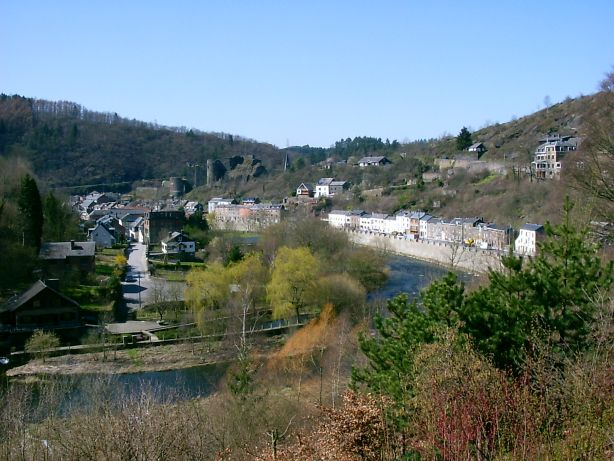
Pohled na město, řeku Ourthe a zříceninu hradu

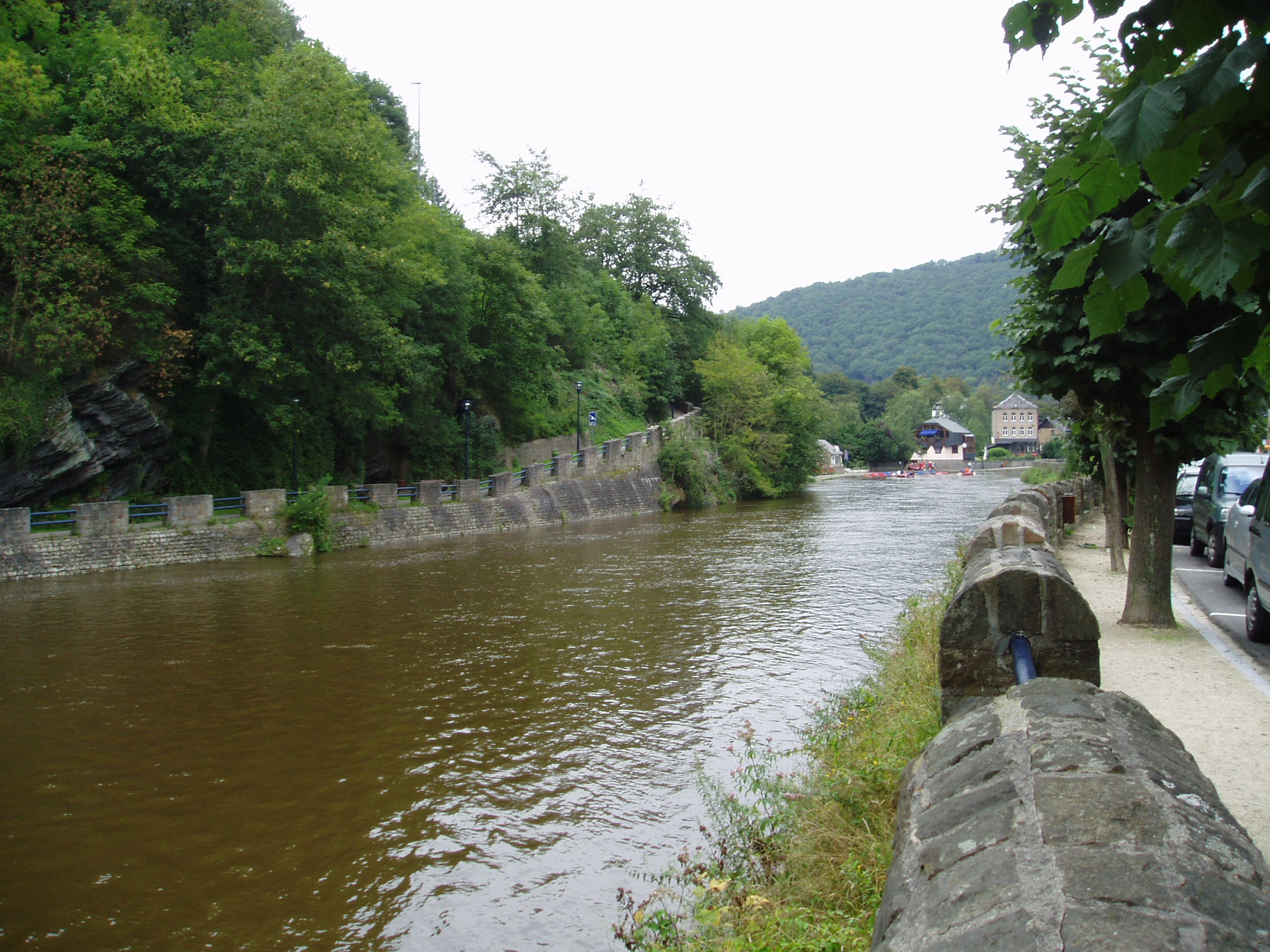
Řeka Ourthe v La Roche-en-Ardenne